# دوري الدرجة الممتازة الأيرلندي 1992–93
دوري الدرجة الممتازة الأيرلندي 1992–93 (بالإنجليزية: 1992–93 League of Ireland Premier Division)‏ هو الموسم 72 من دوري الدرجة الممتازة الأيرلندي. أشرف على تنظيمه اتحاد أيرلندا لكرة القدم، وكان عدد الأندية المشاركة فيه 12، وفاز فيه نادي كورك سيتي.